# Agnieszka Wilk
Agnieszka Wilk (ur. 9 sierpnia 1987) – polska koszykarka, występująca na pozycji rzucającej.

## Osiągnięcia

### Drużynowe
- Mistrzyni Polski (2006)[1]
- Zdobywczyni Pucharu Polski (2006)